# چارلز اسکات
چارلز اسکات (انگلیسی: Charles Scott; ۲۷ اکتبر ۱۸۸۳ – ۷ نوامبر ۱۹۵۴) بازیکن لاکراس اهل بریتانیا بود.